# Heinrich Hock (Musiker)
Heinrich Hock (* 28. Juli 1944 in Heidenheim) ist ein deutscher Jazzschlagzeuger und Musikpädagoge.

## Leben und Wirken
Hock absolvierte ab 1963 Jazzkurse der Akademie Remscheid, bevor er 1967 an der Musikhochschule Graz und dann bis 1969 am Konservatorium in Bremen studierte. Er spielte zunächst im der Avantgarde zugewandten Quartett von Joe Viera und Ed Kröger, mit dem er auf internationalen Festivals auftrat und die LP „Essay In Jazz“ (1971) einspielte. Daneben trat er auch mit Marion Brown, Attila Zoller, Gerd Dudek und dem Quartett von Rüdiger Carl/Irene Schweizer auf. Bereits 1971 hatte er mit Wolfgang Engstfeld und Uli Beckerhoff die Gruppe „Staudamm“ gegründet, aus der 1973 mit Sigi Busch und Keyboardern wie Michel Herr oder Christoph Spendel die erfolgreiche Formation „Jazztrack“ entstand, die zu zahlreichen Festivals, auch in Osteuropa, eingeladen wurde und mehrere Platten einspielte, u. a. „Flying Stork“ (1978, mit Norma Winstone). Darüber hinaus ist er mit Albert Mangelsdorff und mit Peter Gigers Family of Percussion aufgetreten. Ab 1979 arbeitete er in Toto Blankes „Electric Circus“ und ab 1981 mit eigenen Gruppen, mit dem Trio von Ed Kröger und ab 1985 auch mit der Band „Bremen Calling“. Derzeit ist er vorrangig als Drummer mit dem Rafael Jung Trio und der Sängerin Britta Rex unterwegs.
Hock ist seit ungefähr 1987 hauptsächlich als Schlagzeuglehrer tätig. Bereits seit 1972 hat er einen Lehrauftrag für Jazz-Schlagzeug an der Hochschule für Musik, Theater und Medien Hannover. Er  hat die Schlagzeugschule „Jazz Drum Rudiments“ und die beiden Bände „all about drumming“ verfasst. 

## Lexigraphischer Eintrag
- Martin Kunzler: Jazz-Lexikon. Band 1: A–L (= rororo-Sachbuch. Bd. 16512). 2. Auflage. Rowohlt, Reinbek bei Hamburg 2004, ISBN 3-499-16512-0.